# Сенанаяке, Дон Стивен
Дон Стивен Сенанаяке (англ. Don Stephen Senanayake, синг. දොන් ස්ටීවන් සේනානායක; 21 октября 1883, дер. Ботале, близ г. Хапитигем Корэл, Британский Цейлон — 22 марта 1952, Коломбо, Доминион Цейлон) — государственный деятель Цейлона, первый премьер-министр Цейлона (1947—1952). Получил неформальное звание «Отца Шри-Ланки».

## Биография

### Образование и начало карьеры
Родился в семье богатого плантатора и владельца графитных шахт. Воспитанный в набожной буддийской семье, он поступил в престижную англиканскую школу S. Thomas’s College в Мутвэле. Не став преуспевающим учеником, он добился успеха в спорте, играл в крикет в том числе за клуб Nondescripts. После окончания школы он непродолжительное работал клерком в Главном геодезическом отделе. Затем вместе с братом участвовал в управлении обширными бизнес-активами отца в сферах производства каучука и добычи графита. 
Уже в молодости оказался вместе с братьями вовлечён в антиколониальное движение против Великобритании и в 1915 году был задержан в ходе массовых беспорядков, однако через 46 дней он был освобожден под залог без предъявления обвинений. Вместе с братом Доном Чарльзом стал видным представителем политической партии Ланка Махаджана Сабха. 

### Законодатель и министр
В 1924 году был избран в Законодательный совет колониального Цейлона. В 1925 году его брат Фредрик Ричер умер во время паломничества в Будду Гая и Дон Стивен взял на себя руководство движением за независимость. В 1931 году он был избран в учреждённый Государственный совет Цейлона, став одним из лидеров Цейлонского национального конгресса. Тогда же был назначен министром сельского хозяйства и землепользования в колониальном правительстве, эту должность он занимал на протяжении 16 лет, до 1947 года. На этом посту он утвердил Указ о землеустройстве и ввел сельскохозяйственную политику для решения проблем производства риса на Цейлоне; также ввел в действие программу повышения производительности «Модернизация сельского хозяйства», инициировал принятая «Закона о земле», расширил кооперативное движение, оказал помощь в создании Банка Цейлона. В 1938 году он ввел в действие Постановление о защите флоры и фауны, основав национальный парк Яла. 
С началом Второй мировой войны он становится членом Цейлонского военного совета, принимал активное участие в обеспечении продовольствием, ему было поручено много оборонных проектов, включая быстрое строительство аэродрома на ипподроме Коломбо.
В декабре 1942 года он стал новым лидером большинства в Государственном Совете Цейлона и заместителем председателя Совета министров колониальной администрации. Вторая мировая война привела к подъёму национального движения на острове, игравшем большую роль в снабжении метрополии продовольствием. В 1943 году британское правительство внесло поправки в цейлонское законодательство, разрешив министрам выступать с правом законодательной инициативы. Тогда же Сенанаяке вышел из Цейлонского национального конгресса, выступившего за полную независимость страны, и внёс как министр предложение о независимости Цейлона на правах доминиона, сохраняющего тесные связи с метрополией, главой которого оставался бы британский монарх, представленный генерал-губернатором из числа британцев. 
В 1944 году в Лондоне была созвана комиссия под председательством лорда Солбери, которая должна была рассмотреть поступившие предложения по изменению статуса Цейлона. Пришедшее к власти в 1945 году лейбористское правительство ещё более благожелательно отнеслось к возможной независимости, и уже в 1946 году приняло проект Сенанаяке как базовый. В том же году он подал в отставку и создал Объединённую национальную партию (ОНП), в которую вошли консервативные силы, выступающие за сохранение тесных связей с Великобританией. 

### Премьер-министр Цейлона
В 1947 году она победила на выборах (где оппозиционные, главным образом коммунистические силы были расколоты), хотя для достижения большинства была вынуждена объединиться с Всецейлонским тамильским конгрессом, и он был назначен на пост премьер-министра, занимал одновременно посты министра иностранных дел и обороны. В ноябре 1947 года были подписаны соглашения между Цейлоном и Великобританией, включая соглашение об обороне и соглашение о государственной службе, которые проложили путь к независимости Цейлона, а 4 февраля 1948 года была провозглашена независимость страны. Генерал-губернатором вскоре стал лорд Солбери.
В 1950 году он стал первым цейлонцем, который был назначен в состав королевского Тайного совета, при этом отклонил предложенное ему рыцарское звание.
Его смелые сельскохозяйственные планы и прозападная политика вызвали критику за их современный и нетрадиционный характер. На посту главы правительства продолжал ориентироваться на Великобританию в плане внешнеполитических, торговых и оборонных связей. В то же время он стремился расширить международные связи нового государства, в частности, были установлены дипломатические отношения с США и Японией. В январе 1950 года на Цейлоне прошла конференцию министров иностранных дел стран Содружества, по результатам которой был принят План Коломбо. Добился законодательного оформления создания Вооруженных сил Цейлона.
Была запущена программа по переселению граждан для более равномерного освоения острова (было переселено более 250000 человек) и предложен план строительства гидроэлектростанций. Придерживался курса на продовольственную самообеспеченность Цейлона. Несмотря на приход к власти при поддержке тамильского меньшинства, он ограничил получение гражданства для тех тамилов, кто не представлял коренное население острова и лишь недавно переселился из Индии. После принятия в августе 1948 года «Закона о гражданстве Цейлона» только около 5000 индийских тамилов обладали правом на получение гражданства. Более 700 000 человек, около 11 % населения, стали лицами без гражданства.
Особую роль сыграл его конфликт с Соломоном Бандаранаике, возглавлявшим одну из крупнейших фракций ОНП. В 1951 году Бандаранаике подал в отставку со своих постов, распустил сингальскую Маха Сабху и учредил Партию свободы Шри-Ланки.
Не дожив двух месяцев до вторых парламентских выборов, он скоропостижно скончался от инсульта.

## Личная жизнь и интересы
Почётный доктор Университета Цейлона (1949).
Был известен своей любовью к животным, в его поместье содержались слоны, лошади, свиньи, крупный рогатый скот; как увлеченный садовод, он выращивал орхидеи и обычно носил эти цветы в лацкане своего костюма.
Его старший сын, Дадли Шелтон Сенанаяке, сменил его на посту премьер-министра в 1952 году, за ним в 1953 году этот пост занял его племянник, сэр Джон Котелавала. Один из его внуков, Рукман Сенанаяке, также входил в состав правительства Шри-Ланки.

## Память
Статуи Д. С. Сенанаяке были установлены во многих частях острова, в том числе в Мемориальном зале Независимости и в Старом здании парламента в Коломбо. В его честь было названо озеро, созданное с помощью плотины Гал Оя. также имя политика носят многие школы, библиотеки и общественные здания.